# Onthophagus pegesimallus
Onthophagus pegesimallus là một loài bọ cánh cứng trong họ Bọ hung (Scarabaeidae).